# Turbenthal
Turbenthal é uma comuna da Suíça, no Cantão Zurique, com cerca de 4.165 habitantes. Estende-se por uma área de 25,07 km², de densidade populacional de 166 hab/km². Confina com as seguintes comunas: Aadorf (TG), Bichelsee-Balterswil (TG), Fischingen (TG), Hofstetten bei Elgg, Schlatt, Wila, Wildberg, Zell.
A língua oficial nesta comuna é o Alemão.